# Helly Luv
Helan Abdulla, en  Kurdo: هێلین عەبدوڵڵا. (Urmia, Irán; 16 de noviembre de 1988), más conocida como Helly Luv, es una cantante, bailarina, coreógrafa, actriz y modelo kurda de nacionalidad finlandesa.

## Biografía
Su familia escapó a la ciudad de Duhok, Kurdistán iraquí, huyendo de Irán (donde ella nació), durante la dictadura de Saddam Hussein. Posteriormente se establecieron en Turquía por seguridad, donde según ella cuenta, estuvieron mendigando para comer.
Luego de un tiempo, dejaron Turquía para posteriormente establecerse con sus padres en Lahti, Finlandia, donde les ceden asilo político y se convierten en ciudadanos finlandeses. De acuerdo a sus palabras, de niña sufrió bullying ya que "todos eran rubios y de ojos azules, yo era diferente".
Su madre, antes de casarse con su padre, fue guerrillera Peshmerga. También su padre y su abuelo lo fueron. En sus palabras: "hay quien piensa en Batman o Superman como superhéroes, pero para mí una superheroína es mi madre".

## Carrera
Su carrera comenzó subiendo vídeos de covers en redes sociales como Myspace y YouTube. Helly Luv ha protagonizado películas, vídeos musicales y ha publicado su propio material. Ganando popularidad desde 2013 con su sencillo «Risk it All», Helly Luv firmaría con G2 Music Group. En 2014, apareció en su primera película teatral, Mardan.
A mediados de 2015 produjo su sencillo «Revolution», dedicada a las víctimas del terrorismo del Estado Islámico, uniéndose de este modo a otros artistas como Ooberfuse, Fresh Sánchez, StelioN y Athenas Vénica. Debido al lanzamiento de «Revolution», se convirtió en una de las mujeres más odiadas y buscadas por el EI.